# Alfonso XI di Castiglia
Alfonso Fernandez, detto il Giustiziere (el Justiciero) (Alfonso anche in spagnolo e in asturiano, Alfons in catalano, Afonso in galiziano e in portoghese, Alifonso in aragonese, Alfontso in basco e Adefonsus o Alfonsus in latino) (Salamanca, 13 agosto 1311 – Gibilterra, 26 marzo 1350), è stato re di Castiglia e León dal 1312 al 1350.

## Biografia

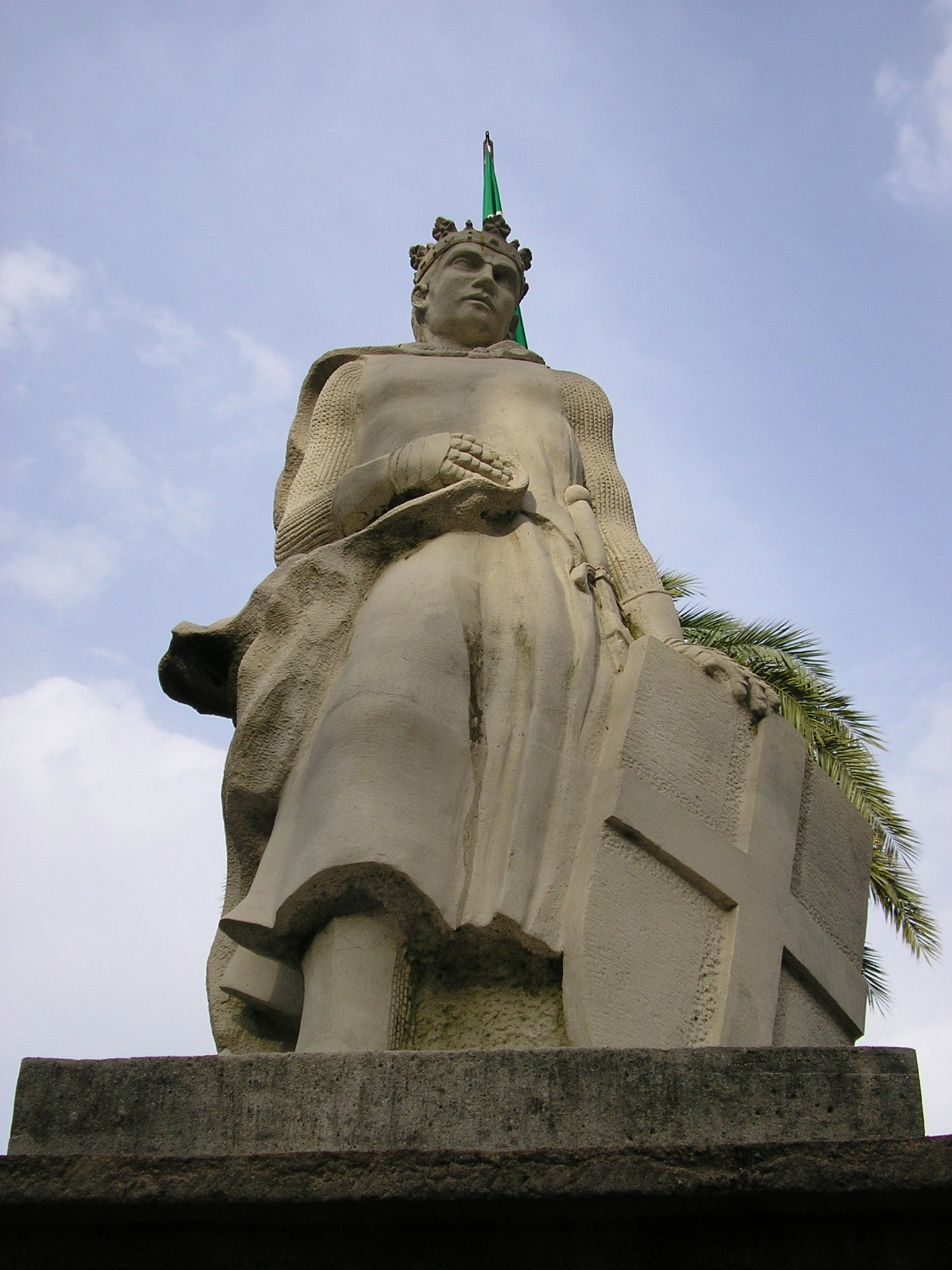
Statua di Alfonso XI ad Algeciras

Era il figlio terzogenito (ma unico maschio) del re di Castiglia e León Ferdinando IV di Castiglia e di Costanza del Portogallo.

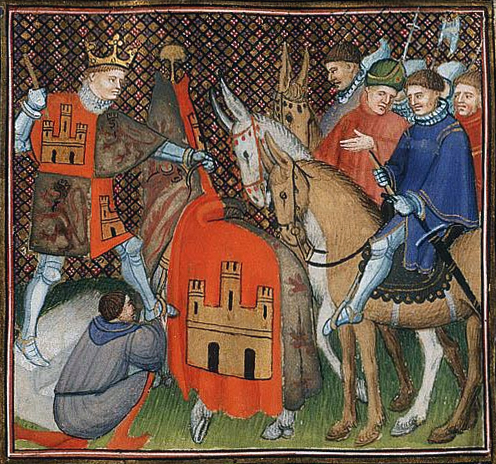
Alfonso XI in una miniatura tratta dalle cronache di Jean Froissart, circa 1410

Nel Chronicon Domini Joannis Emmanuelis viene riportata, nell'agosto del 1311, a Salamanca, la nascita di Alfonso (Dns Alfonsus Rex, filius Dni Fernandi in Salmantica).
Salì al trono di Castiglia e León nel 1312, alla morte del padre, quando aveva soltanto un anno di età.
La nonna paterna Maria di Molina, che già era stata tutrice di suo padre dal 1295 al 1301, fu nominata tutrice del nipotino e dovette assumere nuovamente la reggenza, coadiuvata dai figli [prima Pietro (1290-1319) e poi Filippo (1292-1327)] che tenne fino alla sua morte avvenuta a Valladolid nel 1321.
Alla morte della nonna lo zio paterno Filippo continuò a essere il suo tutore fino alla sua maggiore età, raggiunta a 14 anni.
Il 28 novembre 1325, a Valladolid, Alfonso XI sposò Costanza Manuel (1318/1323-1345), figlia dello scrittore e uomo politico Giovanni Emanuele di Castiglia (discendente di Ferdinando III di Castiglia, che era suo nonno, mentre Alfonso X di Castiglia era suo zio) e della sua seconda moglie, Constanza d'Aragona (1300-1327), figlia del re d'Aragona Giacomo II. 
Il matrimonio nel novembre del 1325 a Valladolid tra il re di Castiglia e Costanza (Regina Dna Constantia, filia…Dni Joannis filii Infantis Dni Emmanuelis) è confermato dal Chronicon Domini Joannis Emmanuelis. Data la giovanissima età della sposa il matrimonio non fu consumato.
Nel 1327, dato che Alfonso era interessato alla principessa Maria del Portogallo ripudiò Costanza, la relegò nel castello della città di Toro e fece in modo che il matrimonio nello stesso anno fosse dichiarato nullo.
Il 26 marzo del 1328, ad Alfaiates, nei pressi di Sabugal, Alfonso sposò Maria di Portogallo, figlia del re del Portogallo Alfonso IV e della principessa di Castiglia Beatrice di Castiglia..
Nel Chronicon Domini Joannis Emmanuelis viene riportato che Alfonso XI e Maria, celebrarono il loro matrimonio, nel marzo del 1328, ma, in quanto cugini, ebbero bisogno di una dispensa papale (filia Regis Portugaliæ consanguinea…dispensatione Papæ).
Negli stessi anni, dal 1329 circa, Alfonso iniziò una relazione con Eleonora di Guzmán (1310-1351), figlia del nobile castigliano Pietro Núñez di Guzmán (discendente dalla casa di Domenico di Guzmán) e di Giovanna Fernandez Ponce de León, discendente del re Alfonso IX di León.
Alfonso ingrandì il suo regno a spese dei musulmani fino a raggiungere lo Stretto di Gibilterra; infatti, dopo che nel 1333 i Merinidi avevano rioccupato Gibilterra, nel 1340, con la collaborazione del regno d'Aragona e del regno del Portogallo (nonostante il suocero Alfonso IV fosse in collera con lui per l'umiliazione che infliggeva a sua figlia Maria per via di Eleonora di Guzmán e avesse fatto guerra alla Castiglia dal 1336 al 1339) all'assedio di Tarifa, Alfonso riportò la fondamentale vittoria del rio Salado sulle truppe del sultano del Marocco Abû al-Hasan b. 'Uthmân (4 aprile 1340) e inoltre si arrivò alla pace tra Portogallo e Castiglia siglata a Siviglia il 10 luglio 1340. Nel 1344 infine Alfonso XI, dopo oltre due anni di assedio, con l'aiuto dei cavalieri di tutta Europa conquistò la città di Algeciras, bloccando l'espansione dei Merinidi.
Venne chiamato il Giustiziere per la fermezza e a volte la crudeltà, incluso l'omicidio, con la quale seppe reprimere le rivolte della nobiltà, che gli era ostile, ponendo fine allo stato di anarchia in cui si trovava il regno nel momento in cui assunse il potere.
Morì all'assedio di Gibilterra nel 1350, vittima della peste.
Il suo cadavere fu portato a Jerez de la Frontera, dove fu imbalsamato e le sue interiora furono sepolte nella cappella reale dell'alcázar, mentre il suo corpo fu inumato a Siviglia.
Alfonso XI è stato il solo monarca europeo a morire durante la peste nera; morì giovane evitando un eventuale scontro con il figlio, Pietro. Fu una sfortuna, perché morì un sovrano di eminenti capacità: infatti va ricordato per l'intervento con cui convertì in norme giuridiche vigenti le Siete Partidas di Alfonso X, emanando la Ley de las Siete Partidas.

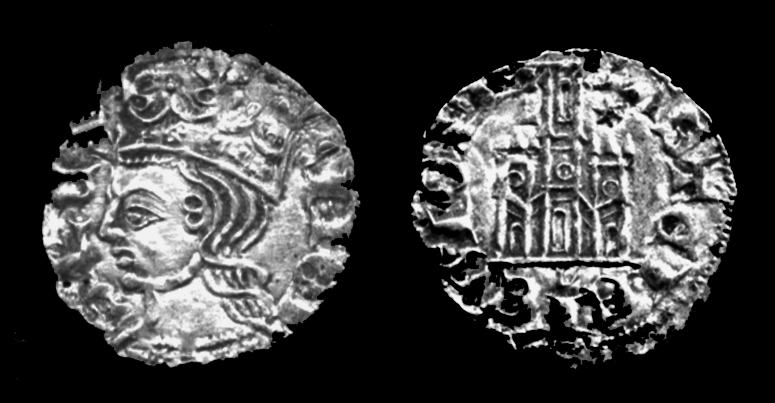
Moneta di Alfonso XI, del 1345 circa, coniata in Biglione, ritrovata nel Kentucky, Usa, nel 1949 circa.

## Discendenza
Alfonso e Maria ebbero due figli:
- Ferdinando (1332-1333), morto prima di compiere un anno
- Pietro (1334 - 1369), re di Castiglia

Alfonso ebbe dieci figli illegittimi da Eleonora di Guzmán:
- Pietro Alfonso (1330 - 1338), signore di Aguilar de Campoo
- Sancho Alfonso (1331 - dopo il 1343), signore di Ledesma
- Enrico di Trastamara (1332-1379), re di Castiglia e León
- Federico Alfonso (1332-1358), gemello di Enrico, maestro dell'ordine di Santiago, dal 1342, e signore di Haro. Sino al 1350 fu il comandante delle truppe sulla frontiera Andalusa. Poi, dal 1350 al 1354, fu maggiordomo del fratellastro, Pietro, re di Castiglia, che quattro anni dopo lo fece uccidere nell'alcázar di Siviglia. Federico ebbe tre figli illegittimi, Eleonora, Pietro e Alfonso da cui discese la dinastia degli Enriquez.
- Ferdinando Alfonso (1336-1342), signore di Ledesma
- Tello di Castiglia (1337-1370), prima fu cancelliere di suo padre, dal 1342 al 1348. Poi fu reato signore di Vizcaya, Lara e Aguilar de Campos e Conte di Castañeda dal fratello, Enrico di Trastamara, nell'aprile del 1366. Infine fu alfiere maggiore del fratello Enrico, re di Castiglia, dal 1367 al 1370. Morì probabilmente per avvelenamento e dopo la sua morte tutti i suoi titoli tornarono alla corona. Sposò Giovanna Núñez de Lara ed ebbe ampia discendenza da cui discesero i signori di Camporeddondo.
- Giovanna Alfonso (circa 1340-1375), signora di Trastámara, che si sposò tre volte. L'ultima, nel 1366, fu con Filippo di Castro, un sostenitore del fratello Enrico di Trastamara nella guerra civile contro il fratellastro Pietro
- Giovanni Alfonso (1341-1359), signore di Badajoz e Jerez de la Frontera
- Sancho d'Alburquerque (1342-1374), conte d'Alburquerque
- Pietro di Castiglia (1345-1359), signore di Aguilar

## Ascendenza
|                            |                            |                                | Genitori                  |  |  | Nonni |  |  | Bisnonni               |  |  | Trisnonni                   |  |
|                            |                            |                                |                           |  |  |       |  |  | Alfonso X di Castiglia |  |  | Ferdinando III di Castiglia |  |
|                            |                            |                                |                           |  |  |       |  |  | Alfonso X di Castiglia |  |  | Ferdinando III di Castiglia |  |
|                            |                            | Beatrice di Svevia             |                           |  |  |       |  |  | Alfonso X di Castiglia |  |  |                             |  |
| Sancho IV di Castiglia     |                            |                                |                           |  |  |       |  |  | Alfonso X di Castiglia |  |  |                             |  |
|                            |                            | Violante d'Aragona             | Giacomo I d'Aragona       |  |  |       |  |  |                        |  |  |                             |  |
|                            |                            | Violante d'Aragona             | Giacomo I d'Aragona       |  |  |       |  |  |                        |  |  |                             |  |
|                            |                            | Violante d'Aragona             | Iolanda d'Ungheria        |  |  |       |  |  |                        |  |  |                             |  |
| Ferdinando IV di Castiglia |                            | Violante d'Aragona             |                           |  |  |       |  |  |                        |  |  |                             |  |
|                            |                            | Alfonso di Molina              | Alfonso IX di León        |  |  |       |  |  |                        |  |  |                             |  |
|                            |                            | Alfonso di Molina              | Alfonso IX di León        |  |  |       |  |  |                        |  |  |                             |  |
|                            |                            | Alfonso di Molina              | Berenguela di Castiglia   |  |  |       |  |  |                        |  |  |                             |  |
| Maria di Molina            |                            | Alfonso di Molina              |                           |  |  |       |  |  |                        |  |  |                             |  |
|                            |                            | Mayor Alonso de Meneses        | Alfonso Tellez de Meneses |  |  |       |  |  |                        |  |  |                             |  |
|                            |                            | Mayor Alonso de Meneses        | Alfonso Tellez de Meneses |  |  |       |  |  |                        |  |  |                             |  |
|                            |                            | Mayor Alonso de Meneses        | …                         |  |  |       |  |  |                        |  |  |                             |  |
| Alfonso XI di Castiglia    |                            | Mayor Alonso de Meneses        |                           |  |  |       |  |  |                        |  |  |                             |  |
|                            | Alfonso III del Portogallo | Alfonso II del Portogallo      |                           |  |  |       |  |  |                        |  |  |                             |  |
|                            | Alfonso III del Portogallo | Alfonso II del Portogallo      |                           |  |  |       |  |  |                        |  |  |                             |  |
|                            | Alfonso III del Portogallo | Urraca di Castiglia            |                           |  |  |       |  |  |                        |  |  |                             |  |
| Dionigi del Portogallo     | Alfonso III del Portogallo |                                |                           |  |  |       |  |  |                        |  |  |                             |  |
|                            |                            | Beatrice di Castiglia e Guzmán | Alfonso X di Castiglia    |  |  |       |  |  |                        |  |  |                             |  |
|                            |                            | Beatrice di Castiglia e Guzmán | Alfonso X di Castiglia    |  |  |       |  |  |                        |  |  |                             |  |
|                            |                            | Beatrice di Castiglia e Guzmán | María Guillén de Guzmán   |  |  |       |  |  |                        |  |  |                             |  |
| Costanza del Portogallo    |                            | Beatrice di Castiglia e Guzmán |                           |  |  |       |  |  |                        |  |  |                             |  |
|                            |                            | Pietro III d'Aragona           | Giacomo I d'Aragona       |  |  |       |  |  |                        |  |  |                             |  |
|                            |                            | Pietro III d'Aragona           | Giacomo I d'Aragona       |  |  |       |  |  |                        |  |  |                             |  |
|                            |                            | Pietro III d'Aragona           | Iolanda d'Ungheria        |  |  |       |  |  |                        |  |  |                             |  |
| Isabella d'Aragona         |                            | Pietro III d'Aragona           |                           |  |  |       |  |  |                        |  |  |                             |  |
|                            |                            | Costanza di Hohenstaufen       | Manfredi di Sicilia       |  |  |       |  |  |                        |  |  |                             |  |
|                            |                            | Costanza di Hohenstaufen       | Manfredi di Sicilia       |  |  |       |  |  |                        |  |  |                             |  |
|                            |                            | Costanza di Hohenstaufen       | Beatrice di Savoia        |  |  |       |  |  |                        |  |  |                             |  |
|                            |                            | Costanza di Hohenstaufen       |                           |  |  |       |  |  |                        |  |  |                             |  |